# Agencia de Coordinación de Inteligencia Nacional
La Agencia de Coordinación de Inteligencia Nacional (NICA) (Filipino: Pambansang Sangay para sa Pagsasamang Kaalaman) (PSPK) (Inglés: National Intelligence Coordinating Agency) (NICA) es el principal instrumento de captación y análisis de inteligencia del gobierno de Filipinas.
Su lema es Ang Karunungan ay Kaligtasan (traducido: "El Conocimiento es Seguridad").
La agencia es dirigida por un director general asistido por un director general Delegado. Es este último el que informa directamente al Presidente. La sede se encuentra en Ciudad Quezón. Trifonio Salazar es el actual director general de la NICA.
La NICA tiene una Mesa Nacional de Inteligencia que asesora el director general antes de remitir los informes al Presidente de Filipinas realtivos a la seguridad nacional.